# Fjärden (Ockelbo socken, Gästrikland)
Fjärden är en sjö i Ockelbo kommun i Gästrikland och ingår i Testeboåns huvudavrinningsområde. Sjön har en area på 4,68 kvadratkilometer och ligger 72 meter över havet.

## Delavrinningsområde
Fjärden ingår i det delavrinningsområde (674529-155565) som SMHI kallar för Utloppet av Fjärden. Medelhöjden är 83 meter över havet och ytan är 25,9 kvadratkilometer. Räknas de 176 avrinningsområdena uppströms in blir den ackumulerade arean 1 022,97 kvadratkilometer. Avrinningsområdets utflöde Testeboån (Grannäsån) mynnar i havet. Avrinningsområdet består mestadels av skog (67 procent). Avrinningsområdet har 4,75 kvadratkilometer vattenytor vilket ger det en sjöprocent på 18,3 procent.